# Rach und die Restaurantgründer
Rach und die Restaurantgründer war eine deutsche Fernsehshow, die 2015 im ZDF ausgestrahlt wurde. In der Show begleitete Sternekoch Christian Rach zukünftige Restaurantbesitzer auf dem Weg in die Selbstständigkeit, egal ob klassisches Restaurant oder Selbstbedienungsladen.

## Sendungsablauf
Nachdem Christian Rach ein Schreiben von den Restaurantgründern, denen er helfen soll  erhalten hat, macht er sich auf den Weg zu ihnen und unterstützt sie bei ihrem Vorhaben. Obwohl das zukünftige Restaurant meist noch Baustelle ist, wenn er ankommt, geht er mit den Gründern alle wichtigen Punkte durch, die bei einem Restaurant zu beachten sind. Von der Finanzierung über die Inneneinrichtung bis zum Essen – der Sternekoch überlässt nichts dem Zufall.
Auch wenn nicht immer alles funktioniert wie erhofft, und Christian Rach auch manchmal die Gründer wieder aufbauen muss, konnte jedes Restaurant eröffnen und sich zum Teil auch bis heute halten.
Nach ein bis zwei Monaten besucht Christian Rach das Restaurant erneut, gibt eventuell neue Tipps für Veränderungen, informiert sich über Neuigkeiten und gibt eine Einschätzung ab, ob er meint, dass sich das Restaurant langfristig halten kann.

## Episoden
| Nr. | Restaurantname              | Ausrichtung                                      | Betreiber                                      | Noch geöffnet  | Expansion |
| --- | --------------------------- | ------------------------------------------------ | ---------------------------------------------- | -------------- | --------- |
| 1   | Diana’s Restaurant und Café | Klassisches Restaurant                           | Diana Bornhake/ Daniel Krämer                  | Nein           | Ja        |
| 2   | BurritoRico                 | Burrito-Restaurant                               | Michael Thanh-Dao, Tiffany Dao, Richard Bancej | Nein           | Ja        |
| 3   | Love It Healthy             | Gesundes „Fast Food“ to go                       | Alina Zimmermann, Martin Wanasky               | Nein           | Ja        |
| 4   | Frozen Joe                  | „Frozen Yoghurt“-Laden                           | Johannes Petter                                | Nein           | Ja        |
| 4   | Kokku                       | „Shabu-Shabu“-Restaurant/ japanisches Brühfondue | Ilka Stüdemann                                 | Nicht eröffnet | Nein      |

## Produktionseinstellung
Da die Einschaltquoten nicht zufriedenstellend waren, wurde nach der vierten Folge der Gründershow die Produktion im Jahre 2015 eingestellt.